# 王克敬
王克敬（1275年—1335年），字叔能，元朝大宁（今内蒙古宁城县西大明城）人。
曾任江浙行省照磨、检校，后为江浙行省左右司都事。延祐四年（1317年）往四明监督日本人互市。后升为监察御史。不纵贪墨，不阿宗戚。元英宗时为左司都事。泰定初年出为绍兴路总管，转两浙盐运使，减盐引以苏民困。累迁南台治书侍御史，以正纲纪自任。元文宗时官至参议中书省事，召为吏部尚书，中道坠马，养疾吴中。后任淮东廉访使。元顺帝元统初年，为江浙行省参知政事，调兵镇压岭海瑶民起义。不久致仕。元統三年去世，年六十一岁。贈中奉大夫、陝西等處行中书省參知政事，追封梁郡公，諡文肅。所著诗文奏议传世。
其子王時，以文學著称，歷仕中書參知政事，至中書左丞，以翰林學士承旨致仕。